# 大宁路街道
大宁路街道是中华人民共和国上海市静安区下辖的一个街道，成立於1985年，街道名稱來自於大宁路。面积6.24平方公里。户籍人口4.94万人，居民1.66万户（2008年）。街道办事处驻彭江路188号。
境內的共和新路，是中华人民共和国首条集高架道路、轨道交通、地面道路于一体的南北主干道。街道内有北郊站、上海大学延長校區、上海市第十人民醫院。此外境內的大宁灵石公园，是上海市最大的公园之一。

## 行政区划
大宁路街道辖有18个居委会：延长新村居委会、延铁新村居委会、大宁一村居委会、大宁二村居委会、上工新村居委会、广延路居委会、延长中路四五一弄居委会、八方花苑居委会、平型关路八零一弄居委会、大宁路五四零弄居委会、延峰居委会、粤秀路居委会、大宁路五零五弄居委会、新梅共和城居委会、大宁路六六七弄居委会、慧芝湖花园居委会、宝华现代城居委会、共和新路二九九九弄居委会。